# Richard Landry
Richard Landry (* 16. November 1938 in Cecilia, Louisiana) ist ein US-amerikanischer Musiker und Künstler. Er war Mitglied des Ensembles von Philip Glass.

## Leben
Richard Landry studierte Musik an der University of Southwestern Louisiana und ging danach 1968 nach New York. Währenddessen fing er mit eigenen Musikperformances an und schuf Film- und Videoarbeiten. Landry nahm im Jahr 1977 an der Documenta 6 teil.